# 대한전기학회
대한전기학회는 전기공학에 관련된 학술 및 기술의 진흥과 발전을 도모하고, 이를 보급시키는 것을 목적으로 1955년 1월 1일 설립허가된 대한민국 미래창조과학부 소관의 사단법인이다. 사무실은 135-703 서울특별시 강남구 역삼동 635-4 한국과학기술회관 신관 901호에 있다.